# Kullassina-bel
Kullassina-bel de Kish fue el segundo rey sumerio de la primera dinastía de Kish (después de ca. 2900 BC), según la Lista Real Sumeria.
Como su nombre parece ser una frase acadia, que significa "Todos eran señores", se ha sugerido que la aparición de este nombre en la lista denota un período de autoridad no centralizada del Período Dinástico Arcaico en Kish. Los siguientes reyes de Kish de la lista, anteriores a Etana, son nombres de animales, como Zuqaqip (escorpión).